# Hemiarthrus nematocarcini
Hemiarthrus nematocarcini là một loài chân đều trong họ Bopyridae. Loài này được Stebbing miêu tả khoa học năm 1914.